# Baci (Rapper)
Baci (* 15. August 1994 in Köln; Eigenschreibweise: BACI) ist ein deutscher Rapper, der bei dem Label „Letzte Wölfe GmbH“ unter Vertrag stand.

## Werdegang
Baci ist in Köln geboren und aufgewachsen. Im Alter von 12 Jahren nahm er seinen ersten Track auf. Im Jahr 2016 gründete Baci mit seinen Freunden Ricline, Anize und Gigi die Gruppe 4Squad. Im April 2017 gewann die Gruppe den Backspin-Award „Newcomer des Monats“. Parallel arbeitete er 2017 an seiner ersten eigenen Single Block51, die er im selben Jahr noch veröffentlichte. 2018 trennten sich die Wege der Gruppe teilweise und nur noch Baci und Ricline waren 4Squad. Als weiteres Mitglied kam dann Kaliber, ein langjähriger Freund von Baci, dazu.
Nach langer Zusammenarbeit entschlossen sich die Künstler auch unabhängig voneinander mehr Musik zu machen und so unterschrieb der Kölner 2017 beim Musiklabel distri seinen ersten eigenen Plattenvertrag. Dort blieb er zwei Jahre, bis er 2019 zum Label Letzte Wölfe von Kontra K wechselte. Auf dem neuen Label bringt er regelmäßig Singles raus und arbeitet an seiner ersten eigenen EP. Ende 2019 und Anfang 2020 begleitet das Letzte-Wölfe-Signing Kontra K auf dessen Tour durch Deutschland und war außerdem auch auf dem Nummer-1-Album Vollmond von Kontra K vertreten.
Am 2. April 2021 veröffentlichte Kontra K die Single Big Bad Wolf mit Baci als Featuring, diese erreichte unter anderem Platz 41 der deutschen Singlecharts.
Am 3. September 2021 veröffentlichte er sein Debütalbum unter dem Titel Ghetto Pavarotti, bestehend aus 12 Songs.

## Diskografie

### Alben
- 2021: Ghetto Pavarotti

### Singles

#### Solo
- 2017: Block 51
- 2019: Mama
- 2020: Wie du bist
- 2020: SSDD
- 2020: Nur du
- 2021: Ghetto Pavarotti
- 2021: Sturmmaske
- 2021: Seit dem du fort bist
- 2021: 1000 Schüsse

#### Mit 4Squad
- 2017: Westphalie (Ricline & Baci x Anize)
- 2017: Kein Halt (Ricline & Baci x Anize)
- 2017: Jeder weiß (Ricline & Baci x Deno469)
- 2017: Knallen (Ricline & Baci)
- 2017: Palaba (Ricline & Baci)
- 2018: An allen vorbei (Ricline & Baci)
- 2018: Patronen (Ricline & Baci)
- 2018: Hood Loyalität Pt. 1 (Ricline & Baci)
- 2018: Hood Loyalität Pt. 2 (Ricline & Baci)
- 2019: Hype feat. Juju (Ricline & Baci x Juju)

### Gastbeiträge
- 2020: Kontra K – Für dich geh ich rein auf Vollmond
- 2021: Kontra K – Big Bad Wolf auf Aus dem Licht in den Schatten zurück